# Блок 19
Блок 19 је један од новобеоградских блокова на Новом Београду део месне заједнице Старо сајмиште.

## Локација
Блок 19 је квадратног облика и налази се на левој обали реке Саве, окружен је Блоком 19а, Блоком 20, Блоком 21, Блоком 22, Блоком 23 и насељем Старо сајмиште.
Окружен је улицама Владимира Поповића, Булевар Арсенија Чарнојевића и улицом Милентија Поповића.
У блоку се налазе многи пословни објекти и хотели, као што су Сава центар (1977) и хотел Краун Плаза (првобитно Интерконтинентал, 1979-2007)..
Блок се налази у непосредној близини центра Београда и спада у једну од бољих локација у граду као и на Новом Београду.

## Сава центар
Сава центар (Центар „Сава“) је конгресни, културни и пословни центар, намењен за разноврсне мултифункционалне активности, који се налази у главном граду Србије, Београду. Он има салу за публику која је највећа у целој земљи, као и у бившој Југославији.
Грађен је у периоду од 1976. године до 1979. године када је званично отворен.
Његова површина је 100.000 m², а главни пројектант и конструктор за изградњу хотела био је Стојан Максимовић.